# 27718 Gouda
27718 Gouda este o planetă minoră (asteroid) din centura de asteroizi. A fost descoperită pe 2 aprilie 1989 la Observatorul La Silla de Eric Walter Elst. 
Obiectul prezintă o orbită caracterizată de o semiaxă mare de 2,3917478 UAi, o excentricitate de 0,13, o înclinație de 7,75181 ° în raport cu ecliptica.